# Al Cole con Miliki
Al Cole con Miliki es el séptimo álbum de estudio de Miliki, en el cual no se narra ninguna historia en sí.

## Lista de canciones
| N.º | Título                              | Duración |  |
| 1.  | «El Sol»                            | 2:47     |  |
| 2.  | «Los números romanos»               | 1:24     |  |
| 3.  | «La rima»                           | 3:01     |  |
| 4.  | «Poquito a poco (Parte I)» (Cover:) | 3:30     |  |
| 5.  | «El agua»                           | 1:37     |  |
| 6.  | «La costa»                          | 2:43     |  |
| 7.  | «Los continentes»                   | 2:35     |  |
| 8.  | «Poquito a poco (Parte II)»         | 3:16     |  |
| 9.  | «El cuerpo humano» (Cover:)         | 1:59     |  |
| 10. | «La escala musical»                 | 1:48     |  |
| 11. | «Palabras y sílabas»                | 2:34     |  |
| 12. | «El recreo»                         | 2:58     |  |
| 13. | «Poquito a poco (Parte III)»        | 2:35     |  |
| 14. | «La comunicación»                   | 2:18     |  |
| 15. | «Hola Don Pepito (Instrumental)»    |          |  |

## Intérpretes
- Miliki: Voz y acordeón
- José Morato y Óscar Gómez (productor): Voces y coros

- Datos: Q5661747